# Capromyidae
Capromyidae là một họ động vật có vú trong bộ Gặm nhấm. Họ này được Smith miêu tả năm 1842.

## Hình ảnh

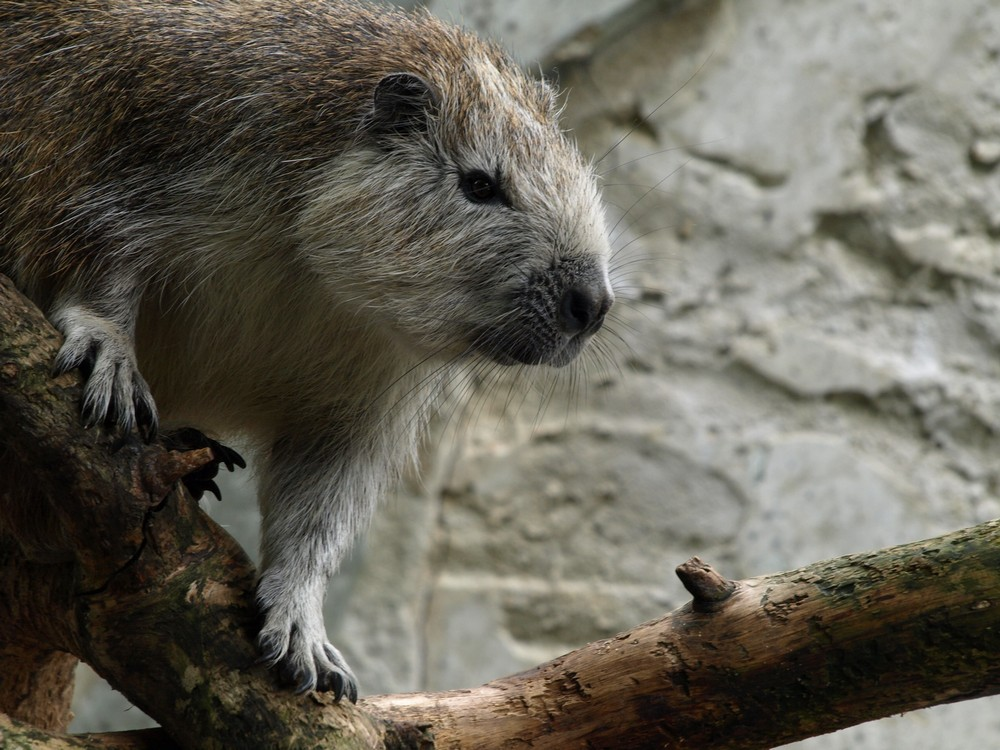
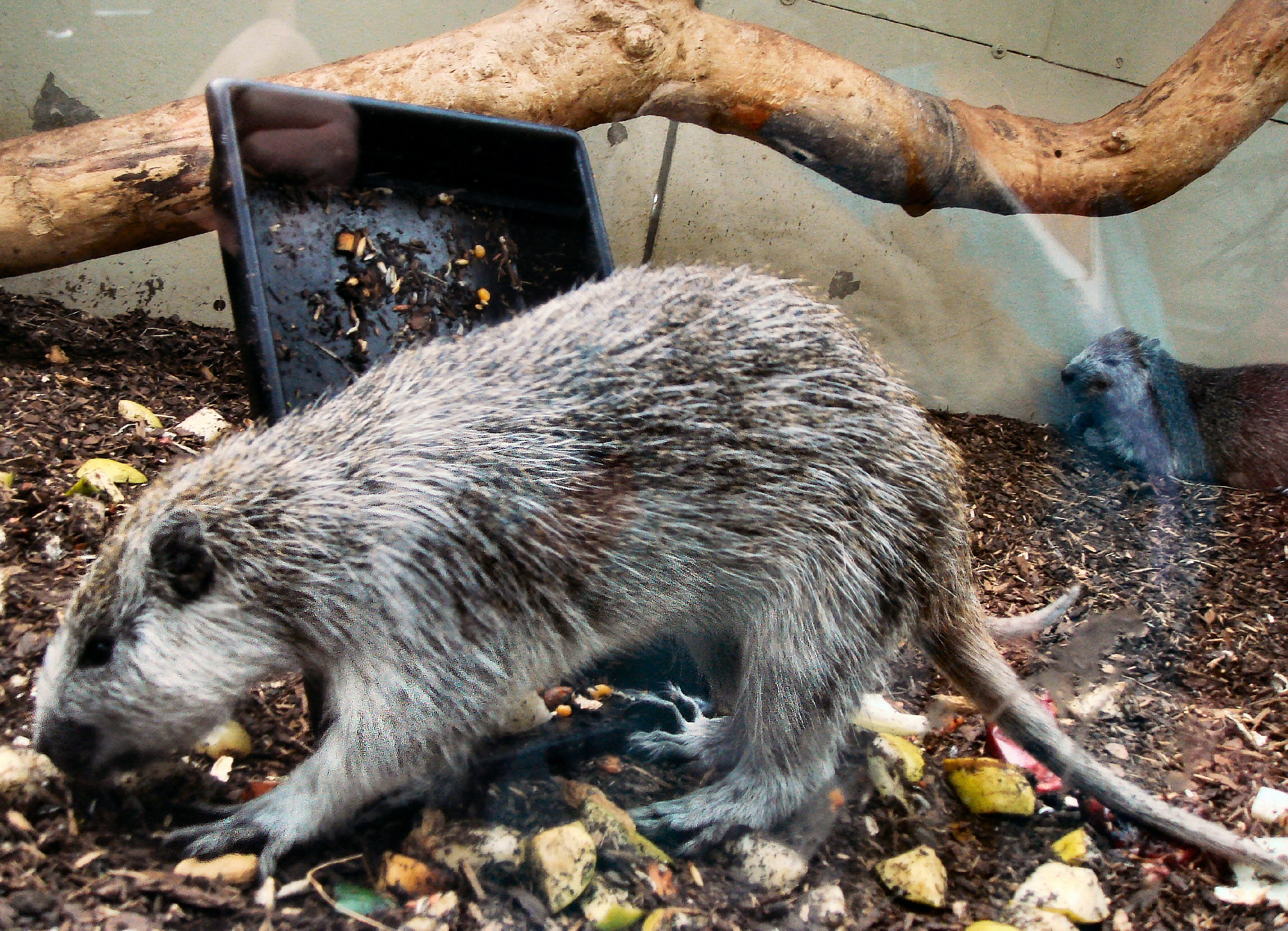

## Phân loại
- Phân họ Capromyinae
  - Chi Capromys
  - Chi Geocapromys
  - Chi Mesocapromys
  - Chi Mysateles
- Phân họ Hexolobodontinae
  - Chi Hexolobodon
- Phân họ Isolobodontinae
  - Chi Isolobodon
- Phân họ Plagiodontinae
  - Chi Plagiodontia
  - Chi Rhizoplagiodontia